# Tresor de Jalance
El Tresor de Jalance és un tresor descobert el 1972 al Campichuelo de Canales, a Xalans. El tresor original estava format per un centenar de monedes, que van ser trobades per dos pastors junt a un almetler. La troballa original constava de 35 ó 36 monedes, si bé al poc de temps més veïns de la localitat van anant descobrint-ne de noves. Tanmateix, a l'hora de localitzar les peces, sols s'han pogut recuperar una quinzena de denaris republicans, datats entre finals del segle III aC i el II aC.